# Bitwa morska koło przylądka Eknomos
Bitwa morska u przylądka Eknomos – bitwa morska, która rozegrała się między flotą rzymską konsulów Marka Atyliusza Regulusa i Lucjusza Manliusza Wulsona a flotą kartagińską, dowodzoną przez Hamilkara i Hannona w 256 p.n.e. w czasie I wojny punickiej.

## Przed bitwą

### Zamiary stron
Rzymianie kosztem wielkich nakładów sił i środków stworzyli olbrzymią flotę w celu zaatakowania samej Kartaginy i zakończenia przedłużającej się, wyniszczającej wojny. Kartagińczycy, wiedząc o przygotowaniach rzymskich, pragnęli nie dopuścić do inwazji na swoją metropolię i ostatecznie zniszczyć flotę przeciwnika, zdobywając trwałą przewagę na morzu.

### Siły przeciwników
Siły Rzymian oceniane są na 330 okrętów, 100 000 marynarzy i wioślarzy oraz 40 000 żołnierzy. Kartagińczycy mieli do dyspozycji 350 okrętów, na których pokładach było 100 000 marynarzy i wioślarzy oraz 18 000 żołnierzy. Rzymianie kontynuowali na swoich okrętach użycie pomostów abordażowych – kruków, wprowadzonych 4 lata wcześniej i pozwalających im na użycie dobrze wyszkolonych w walce wręcz żołnierzy.

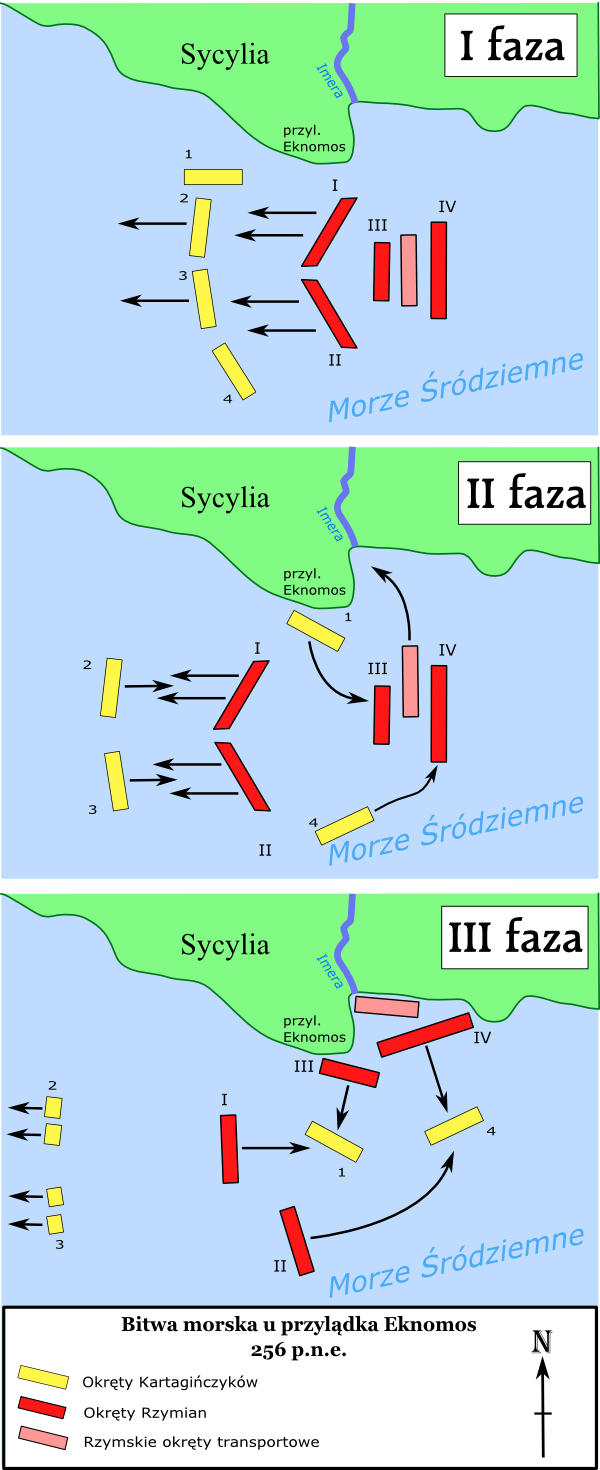
Przebieg bitwy

### Rzymianie przed bitwą
Rzymianie, wiedząc, że flota nieprzyjaciela znajduje się w pobliżu, po załadunku swoich oddziałów lądowych u ujścia rzeki Himery ustawili swoje okręty we wcześniej niespotykanym szyku. Cała flota została podzielona na 4 eskadry. Pierwsze 2 eskadry płynęły szykiem ukośnym w stosunku do siebie, prowadzone przez dwa okręty z konsulami na pokładzie. Trzecia eskadra płynęła za nimi, ciągnąc na linach i chroniąc bezpośrednio statki transportowe z wojskiem. Czwarta (nazwana triarii) płynęła szeroką linią z tyłu, zamykając podstawę trójkąta, a jej brzegi wystawały nieco poza trzecią eskadrę i statki transportowe.

### Kartagińczycy przed bitwą
Flota kartagińska nadpłynęła od zachodu w odmiennym szyku. Dzieliła się również na 4 eskadry, przy czym jedna płynęła w szyku torowym wzdłuż wybrzeża, pozostałe trzy w szyku czołowym, ustawione jedna obok drugiej. Wszystkie 4 eskadry tworzyły linię zbliżoną do półkola, z lekko wysuniętymi pierwszą i czwartą eskadrą.

## Bitwa
Na widok wroga dwie pierwsze eskadry rzymskie ruszyły w kierunku dwóch środkowych eskadr Kartagińczyków. Pragnąc rozerwać szyk rzymski, dowodzący na tym odcinku Hamilkar rozpoczął pozorny odwrót, odciągając najsilniejszą część floty rzymskiej od dwóch pozostałych eskadr i statków transportowych. Po pewnym czasie Kartagińczycy zawrócili i uderzyli na eskadry konsulów.
Jednocześnie płynąca do tej pory wzdłuż brzegów eskadra kartagińska, widząc lukę w szyku przeciwnika, uderzyła na trzecią eskadrę rzymską. Rzymskie okręty natychmiast rzuciły liny holownicze i podążyły naprzeciw atakującym, a transportowce zawróciły i schroniły się u ujścia Himery, zajmując pozycje przy wschodnim brzegu rzeki. Walcząc z trzecią eskadrą, Kartagińczycy zepchnęli przeciwnika w kierunku transportowców, lecz nie udało im się rozerwać szyków rzymskich.
W tym samym czasie na czwartą eskadrę rzymską spadło natarcie najdalej wysuniętej w morze eskadry kartagińskiej pod wodzą Hannona. Również ta eskadra rzymska musiała wycofać się w kierunku brzegu.
Tymczasem konsulowie zmusili do ucieczki dwie środkowe eskadry kartagińskie i po dokonaniu zwrotu uderzyli na eskadry blokujące flotę transportową, niszcząc po kolei obie, przy jednoczesnym ataku wspierającym zablokowanych do tej pory okrętów.

### Straty stron
Zwycięstwo Rzymian było całkowite. Przy stracie 24 własnych okrętów zatopili 30 okrętów wroga, a dalsze 64 zdobyli. Kartagińczycy stracili prawie 40 000 zabitych i wziętych do niewoli.

## Podsumowanie
Bitwa ta była jedną z najważniejszych, a przez niektórych określana jako najważniejsza bitwa I wojny punickiej. Była też niewątpliwie największym zwycięstwem w dziejach floty rzymskiej i prawdopodobnie największą bitwą starożytności. Jest też przez niektórych uznawana za największą bitwę morską w historii. Przewaga Kartaginy na morzu została złamana, odtąd do końca wojny to Rzym miał ciągłą (choć często niewielką) przewagę na morzu.

## Literatura
- Bernard Nowaczyk: Kartagina 149–146 p.n.e., wyd. Bellona, Warszawa 2008.
- Krzysztof Kęciek: Zagłada występnej Sodomy, Wydawnictwo Attyka, Warszawa 2014.